# Mr.脳
Mr.脳（ミスターのう）は、NHK教育テレビジョンが2009年に放送開始50年を迎えたのを記念して行われた年間キャンペーン「ETV50 学ぶ冒険」のイメージキャラクター。ヒトの脳の形をモデルとしている。

## 概要
誕生日はNHK教育テレビジョンの本放送開始日と同じ1959年1月10日。「ETV50 学ぶ冒険」のイメージキャラクターとして、教育テレビでは各番組の間などに、他媒体においても教育テレビの番組宣伝の最後に、「Mr.脳の学ぶ冒険ムービー」が放映された（ムービーには4秒間、30秒間、60秒間が存在）。
また、“50歳の誕生日”となった2009年1月10日以降、教育テレビではそれまでオープニング及びクロージングで放送されていた「森林の樹木の芽吹き」を置き換える形で、「Mr.脳の学ぶ冒険ムービー」クレイアニメーション版（各20秒）が放映されていた。
2010年度に入ると「Eテレ」の愛称導入に伴い、番組間及び番組宣伝の最後のムービーは「Eテレ」ロゴアニメーションに置き換えられたため見られなくなったが、Eテレのオープニング及びクロージングのムービーはその後2021年3月29日(28日深夜)まで約12年間使用されていた。2021年3月29日以後は、「開く/閉じるいちにち」（監督・牧野惇）が使用されている。